# Willa „Limba” w Szczawnicy
Willa „Limba” w Szczawnicy – zabytkowa willa w Szczawnicy, przy ul. Zdrojowej 21 w Parku Górnym.

## Historia
Willę wybudowano pod koniec XIX wieku. Pensjonat nazywał się „Hotel Polski”. W 1920 roku został nabyty przez Amalię Korbiel-Kosiarską.
Po II wojnie światowej zmieniono nazwę willi na „Limba”. W latach 1950–1980 w części budynku mieściło się w niej przedszkole zakładowe, należące w latach 1956–1980 do Państwowego Przedsiębiorstwa Uzdrowisko Szczawnica. Pozostała część była wykorzystywana przez to przedsiębiorstwo dla celów sanatoryjnych.
W XXI wieku dom był pustostanem, w którym często mieszkali bezdomni. 4 października 2010 roku doszło do jego pożaru, najprawdopodobniej w wyniku podpalenia. Ogień zniszczył doszczętnie poddasze drewnianego budynku. Straty oceniono na 100 tysięcy złotych.

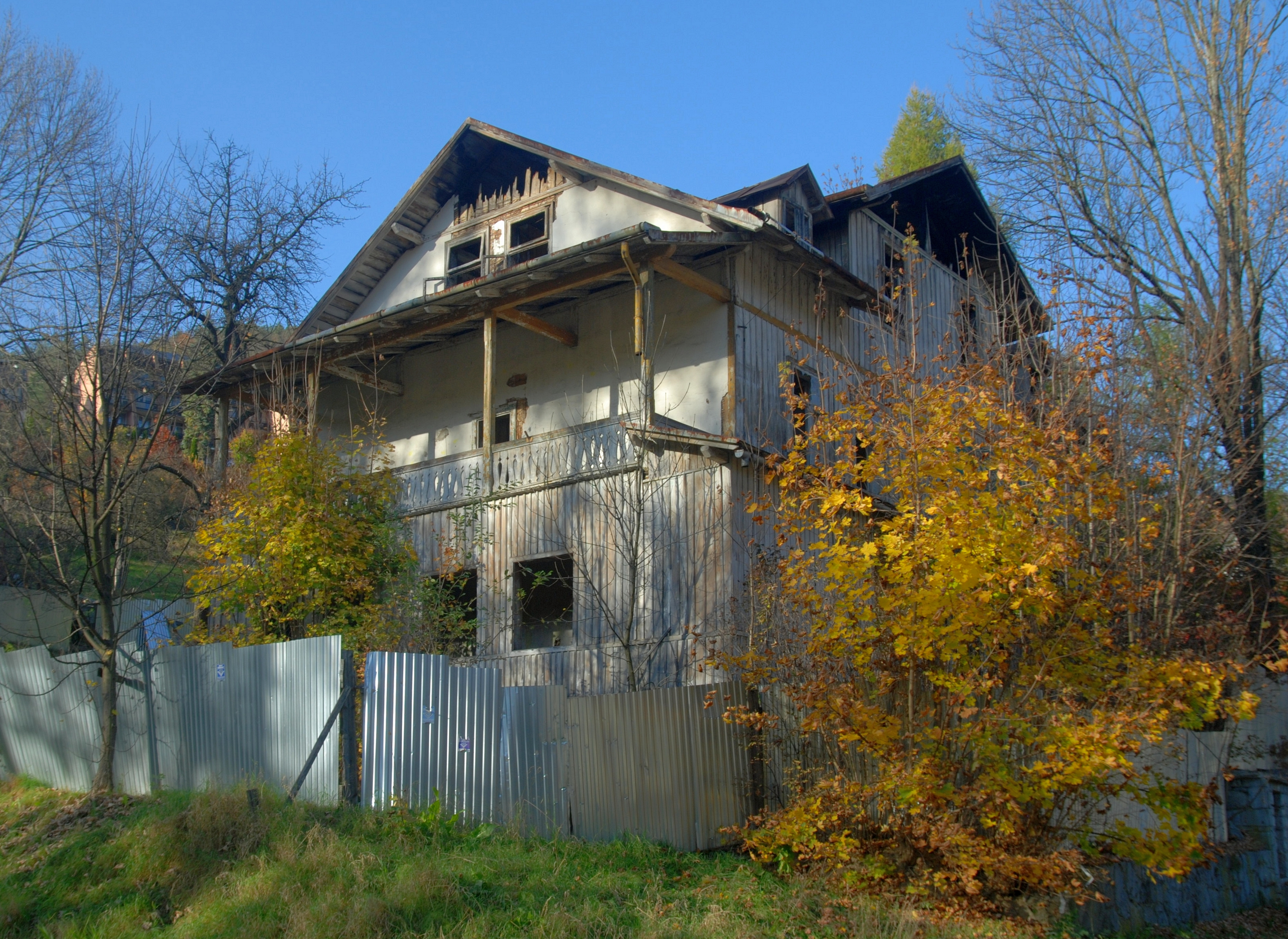
Widok od strony południowej